# Mười hai Điều khoản của nông dân Đức

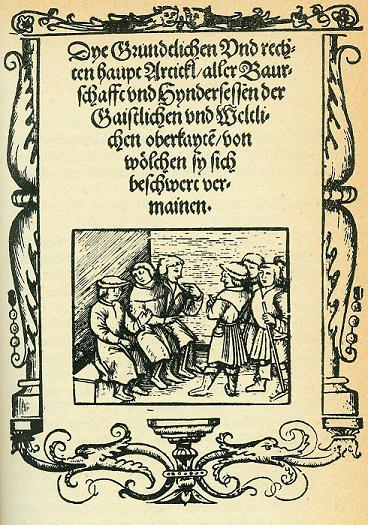
Tờ đầu 12 Điều khoản

Mười hai Điều khoản của nông dân Đức là một trong những đòi hỏi mà nông dân nêu ra trong chiến tranh nông dân Đức ở Memmingen với Liên minh Schwaben. Sau Magna Carta năm 1215, chúng được coi là một trong những đòi hỏi đầu tiên về nhân quyền và Tự do dân sự ở châu Âu, và các cuộc họp dẫn đến Mười hai Điều khoản đã được gọi là "một loại hội đồng lập hiến", nó nói lên sức mạnh chính trị mặc dù chỉ trong các tính năng cơ bản.

## Sự việc xảy ra

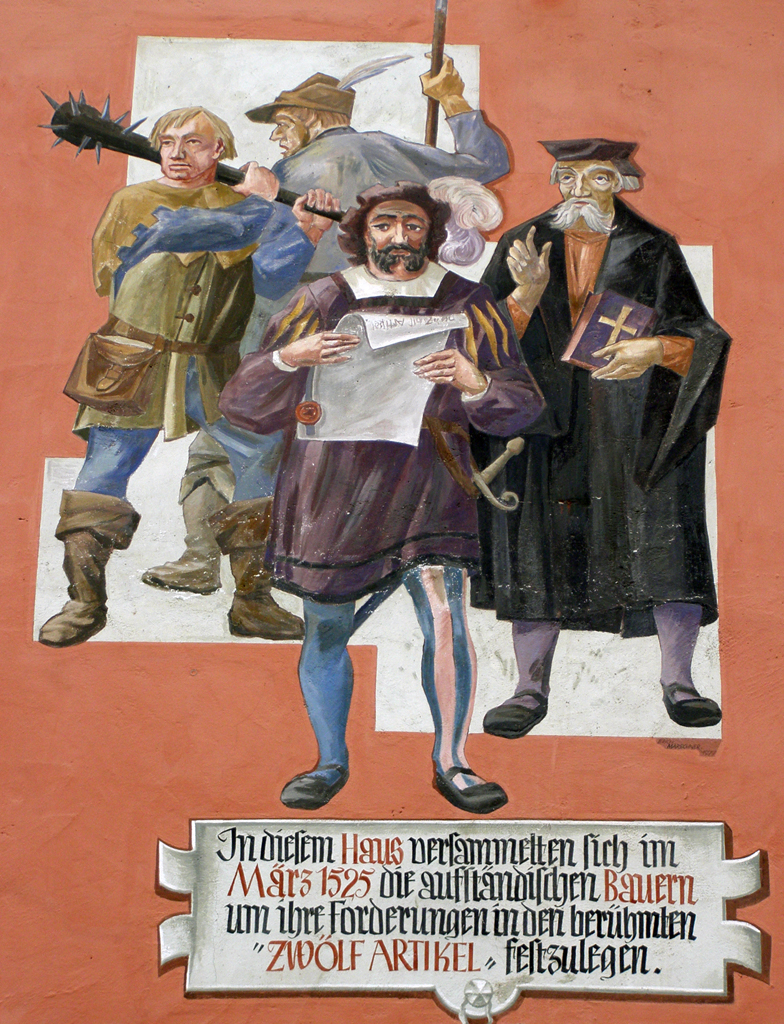
Memmingen – Tòa nhà Kramerzunft

Vào ngày 6 tháng 3 năm 1525, khoảng 50 đại diện của các nhóm nông dân Oberschwaben (Baltringer Haufen, Allgäuer Haufen và Bodensee-Haufen) đã gặp nhau ở Memmingen để thảo luận cùng xuất hiện để đối phó với Liên minh Schwaben. Sau các cuộc đàm phán khó khăn, họ đã công bố Hiệp hội Nông dân Kitô giáo một ngày sau đó, còn được gọi là Liên đoàn Oberschwaben. Vào ngày 15 và 20 tháng 3 năm 1525, họ lại gặp lại nhau ở Memmingen và ban hành Mười hai Điều khoản và Quy định Liên bang sau khi tham khảo ý kiến thêm.
Đây là 2 văn bản duy nhất trong số nhiều chương trình của Chiến tranh nông dân đã được in. Đặc biệt, Mười hai Điều khoản đã được in trong vòng hai tháng sau với sự lưu hành khổng lồ vào thời đó, tổng cộng 25.000 bản và lan truyền trong khu vực của Đế chế La Mã thần thánh. Vì hai văn bản không được phát triển trong quá trình Chiến tranh nông dân, nhà sử học Peter Blickle nói về một "cuộc họp nông dân lập hiến" ở Memmingen.

## Mười hai Điều khoản

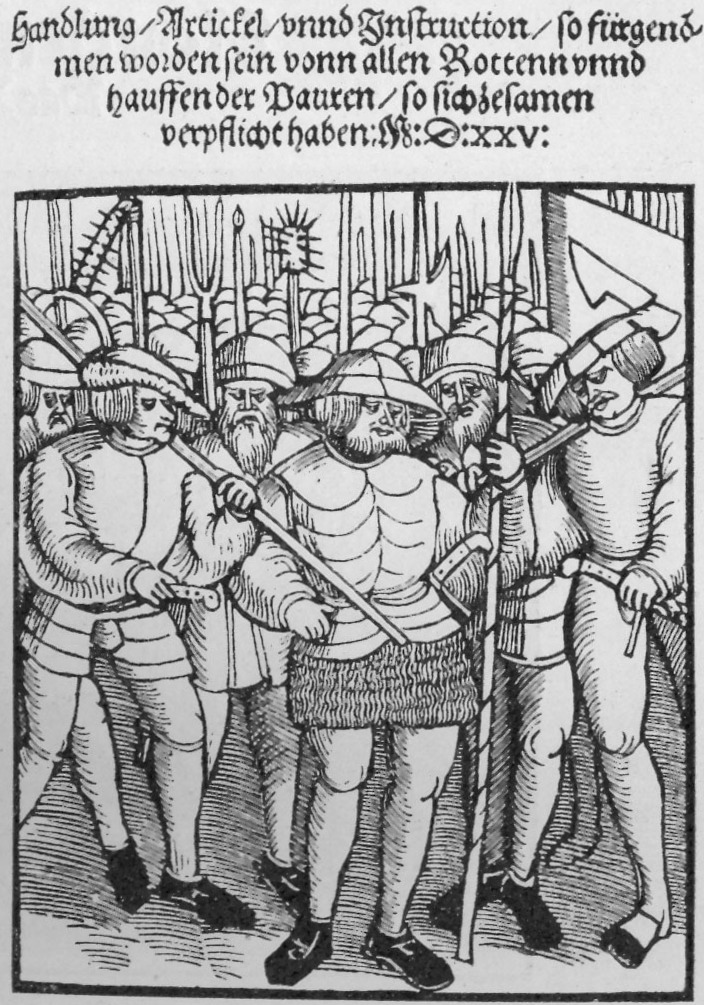
Tờ rời của Mười hai Điều khoản 1525

Một trong những tài liệu gốc của Mười hai Điều khoản được lưu giữ trong Lưu trữ Thành phố Memmingen. Dưới đây là một chuyển ngữ phỏng chừng của văn bản Mười hai Điều khoản bằng tiếng Đức ngày nay:
1. Mỗi xã nên có quyền chọn mục sư của họ và thay thế (hạ bệ) ông ta  nếu ông hành xử không thích đáng. Mục sư nên rao giảng Tin Lành to hơn và rõ ràng mà không có sự bổ sung diễn giải của con người, vì trong Kinh thánh nói rằng chúng ta chỉ có thể đến được với Chúa thông qua đức tin thực sự.
2. Các mục sư sẽ được trả tiền bằng thuế thập phân lớn. Bất kỳ thặng dư nào nên được sử dụng để chống nghèo đói trong làng và đóng thuế chiến tranh. Thuế thập phân nhỏ nên bị loại bỏ bởi vì nó do con người bày đặt ra, bởi vì Chúa, Chúa đã tạo ra gia súc cho con người.[6]
3. Nếu theo phong tục cho đến nay chúng ta được coi là người của họ (nông nô), điều đó đáng là hối tiếc, vì Chúa Kitô đã chuộc lại tất cả chúng ta bằng đổ máu quý giá của mình, cả người chăn cừu cũng như người có địa vị cao nhất, không loại trừ ai. Đó là lý do tại sao Kinh thánh lại diễn giải là chúng ta có và muốn được tự do.
4. Có phải đó là không có tình nghĩa huynd đệ và không theo lời của Chúa, khi cho là người nghèo không có quyền bắt thú rừng, gia cầm và cá. Bởi vì khi Chúa tạo ra con người, Ngài đã cho hắn quyền lực đối với mọi loài thú, chim ở trên không cũng như cá ở dưới nước.
5. Những kẻ nắm quyền sở hữu một mình các khu rừng. Nếu dân nghèo cần một cái gì đó, họ phải mua nó với một giá gấp đôi. Do đó, tất cả rừng rậm không được sở hữu riêng, mà phải trả lại cho làng xã để mọi người có thể đáp ứng nhu cầu xây cất và củi đốt của họ.
6. Lao động bắt buộc mỗi ngày và càng ngày càng tăng thêm, nên được giảm bớt xuống như cha mẹ chúng ta đã phải làm, một phần cũng là để theo lời Chúa.
7. Lãnh chúa không nên tăng các dịch vụ lao động không công đối với nông dân vượt quá số lượng được đã được ấn định. (Việc tăng số lượng mà không có thỏa thuận là khá phổ biến.)
8. Phí thuế quá đắt so với một số loại hàng hóa. Bậc trưởng thượng nên kiểm tra những hàng hóa này và đánh giá lại giá trị công bằng hơn, để người nông dân không làm việc không công, bởi vì mỗi công nhân đều xứng đáng để được hưởng thù lao.
9. Các điều khoản mới liên tục được đưa ra vì tội phạm lớn (hình phạt của tòa án). Người ta không trừng phạt theo bản chất của vấn đề mà theo ý muốn ( hình phạt nặng hơn và tùy tiện trong việc tuyên án thì phổ biến). Theo ý kiến của chúng tôi, nên trừng phạt chúng tôi bằng hình phạt theo văn bản cũ tùy theo những gì xảy ra chứ không phải theo ân sủng.
10. Một số đã chiếm đoạt đồng cỏ và cánh đồng thuộc về một cộng đồng (đất cộng đồng nguyên thủy dành cho tất cả các thành viên). Chúng tôi muốn chúng được trao trả trở lại cho chúng tôi.
11. Thuế thừa kế nên bị bãi bỏ hoàn toàn, các góa phụ và trẻ mồ côi không bao giờ nên bị cướp bóc một cách đáng xấu hổ đối với Đức Chúa Trời và Danh dự.
12. Nghị quyết và cũng là ý kiến cuối cùng của chúng tôi là, nếu một hoặc nhiều điều khoản được nêu ở đây không phù hợp với Lời Chúa... thì chúng tôi sẽ từ bỏ khi chúng tôi được giải thích trên cơ sở Kinh thánh. Nếu một số điều khoản được chấp nhận bây giờ và sau đó hóa ra là chúng sai, thì chúng sẽ không còn giá trị và bị hủy bỏ ngay kể từ lúc đó trở đi. Ngược lại chúng tôi cũng muốn được quyền làm như vậy nếu tìm thấy nhiều điều trong Kinh thánh chống lại Đức Chúa Trời và là gánh nặng cho những người lân cận của chúng tôi.

## Ảnh hưởng về sau
Những ý tưởng cơ bản được đưa vào trong các đòi hỏi dường như đã tồn tại lâu hơn nhiều so với các đại diện và chiến sĩ hàng đầu của chúng.
So sánh với Tuyên ngôn độc lập Hoa Kỳ năm 1776  cho thấy có một số điểm tương đồng về động cơ và cách triển khai trong văn bản. Những điểm tương đồng cũng có thể được tìm thấy trong kết quả của cuộc Cách mạng Pháp từ năm 1789 trở đi.
Trong ba thế kỷ tiếp theo của thời kỳ cận đại, nông dân hầu như không còn nổi dậy. Chỉ với cuộc Cách mạng Đức (1848–1849), các mục tiêu được đề cập trong mười hai điều khoản năm 1525 mới có thể được thực thi.